# Atrament

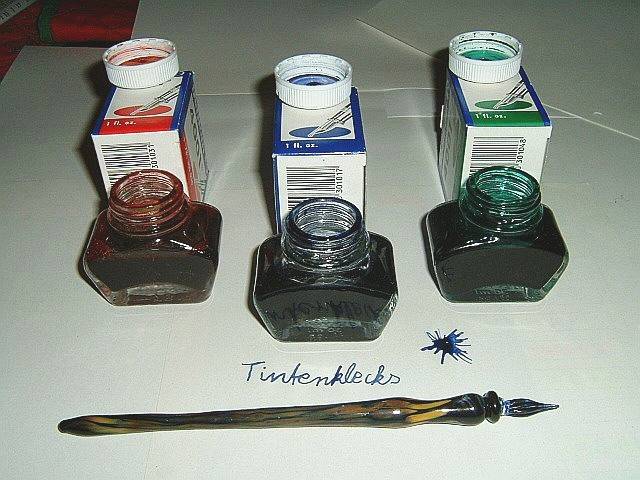
Kolorowe atramenty w kałamarzach (przed nimi dawne pióro)

Atrament (łac. atramentum, czernidło) – środek barwiący w postaci roztworu barwnika w rozpuszczalniku z ewentualnym dodatkiem substancji zagęszczających (np. żelujących). Wykorzystywany jest w szeregu przyborów pisarskich (długopisy, flamastry, markery, wieczne pióra) oraz w druku atramentowym (drukarki atramentowe, plotery).
Atrament jest mniej lub bardziej przezroczysty (ponieważ zawiera rozpuszczone barwniki), czym różni się od tuszu, stosowanego w podobnych materiałach pisarskich i urządzeniach drukujących, ale mającego właściwości kryjące – jednak atramenty do drukarek i ploterów zawierają również pigmenty (zob. składniki atramentów w drukarkach i ploterach).
Poprzednikiem atramentu, a także jego dawną nazwą, był inkaust.